# Thạnh Mỹ (Quảng Nam)
Thạnh Mỹ is een thị trấn en tevens de hoofdplaats in het district Hiệp Đức, een van de districten in de Vietnamese provincie Quảng Nam. Thạnh Mỹ heeft ruim 6000 inwoners op een oppervlakte van 209 km².
De Cái stroomt door Thạnh Mỹ. Een belangrijke verkeersader zijn de Quốc lộ 14 en de Quốc lộ 14B.